# Paul Collet
Pour les articles homonymes, voir Paul Collet (réalisateur) et Collet.
Paul Collet (Nivelles, le 29 juillet 1889 - 22 juillet 1952 ) est un artiste et homme de lettres, un homme politique belge ainsi qu'un militant wallon.

## Biographie
Docteur en droit de l’Université catholique de Louvain, professeur d’Histoire de l’Art, avocat-avoué à Nivelles, ville natale dont le passé l’éprenait, Paul Collet était également homme de lettres et artiste de talent. Il a laissé quelque 2 000 dessins, croquis, illustrations à l’encre de Chine, eaux-fortes, aquarelles, pastels, linographies. Il a également réalisé plus d’un millier de clichés photographiques de son terroir. Paul Collet était considéré par ses amis comme l’Imagier du Roman Pays.
On lui attribue par ailleurs l’introduction en Belgique (1912) de la gravure sur linoléum dans la technique d’illustration artistique.
Militant wallon fervent et engagé, disciple de Georges Willame, Paul Collet est à l’origine de la création du terme Roman pays de Brabant qui qualifie si bien tant son amour de la culture française que de son terroir brabançon.

## Chronologie
- 29 juillet 1889 : naissance à Nivelles
- 1911 – 1912 : Fondateur et rédacteur principal de l’Inradjî – Gazette aclote illustrée
- 1913 – août 1914 : Fondateur et rédacteur du Roman Pais de Brabant
- 27 novembre 1923 : inscrit au Barreau de Nivelles
- 1921 – 1940 : Délégué de Nivelles à l’Assemblée wallonne, dont il deviendra un membre du bureau permanent et un membre actif dans les années trente. Défenseur du programme politique unioniste de l’Assemblée wallonne, Paul Collet se démarque nettement des projets politiques de la Concentration wallonne.
- 1922 : Paul Collet est l'artiste qui réalisa la statue qui trône au sommet de la fontaine du Perron.
- 1928 : À l’instar de François Bovesse à Namur, Paul Collet crée le Comite de Wallonie de Nivelles.
- 1936 – 1939 : Élu député rexiste du Roman pays de Brabant. Paul Collet démissionnera du parti en 1939 après une violente altercation avec Léon Degrelle.
- 1939 : Fait Chevalier de la Légion d'honneur française.
- 1945 – 1948 (?) : Élu Bâtonnier de l’Ordre des Avocats du Barreau de Nivelles.
- 1948 (?) : Président du comité local de Nivelles de Wallonie libre.
- 22 juillet 1952 : Paul Collet s’éteint à Nivelles.
- 8 décembre 2016 : La rue Paul Collet est inaugurée[1] en présence de sa famille dans la ville de Nivelles.

Après sa mort, Paul Collet est officiellement honoré par sa ville natale qui fait ériger une stèle dans le Parc communal de la Dodaine (1967) et célèbre le centième anniversaire de sa naissance (1989).